# Hans Broos

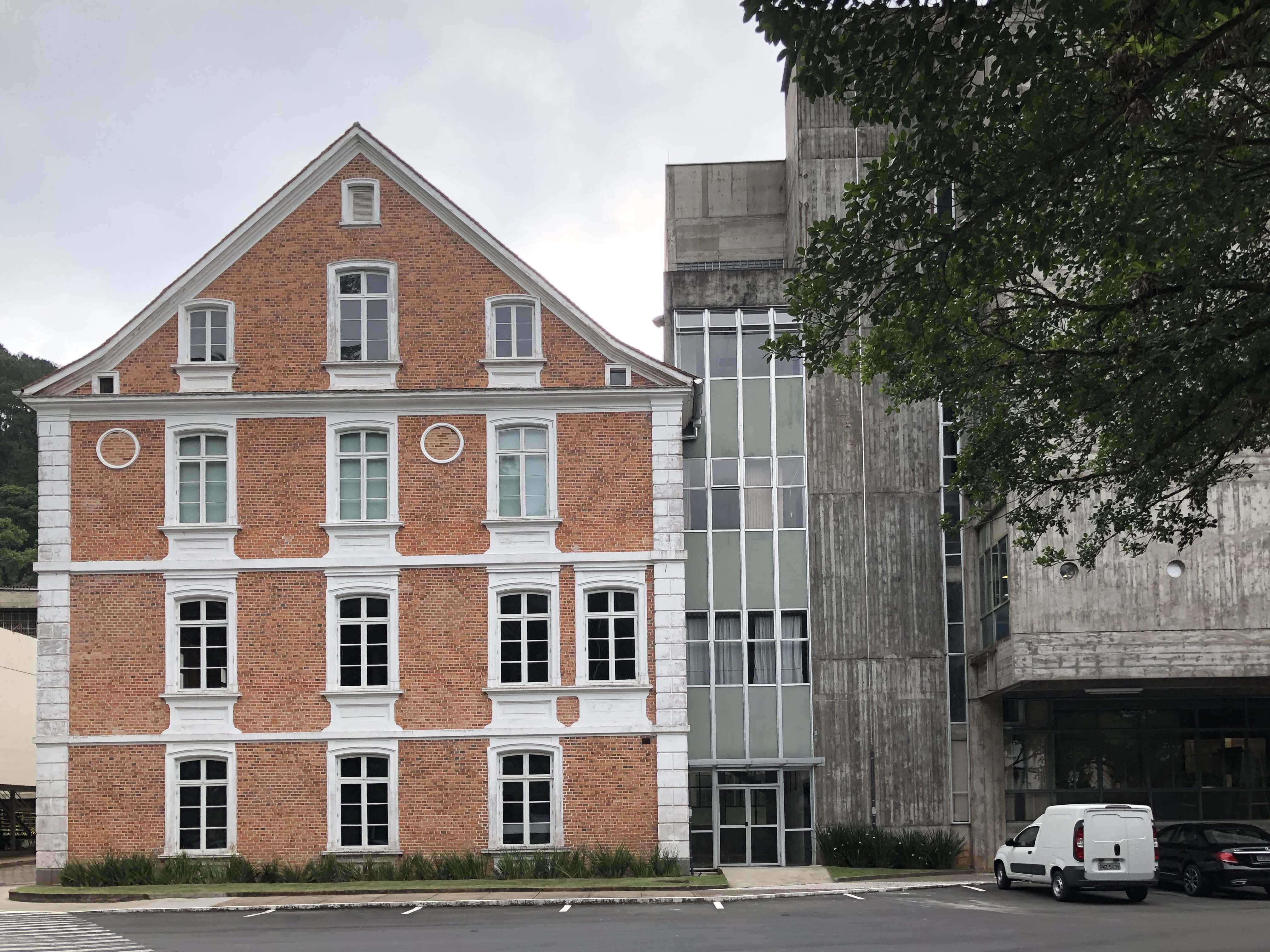
Edifício da antiga e da nova costura da Cia Hering, em Blumenau.

Hans Broos (Veľká Lomnica, 9 de outubro de 1921 - Blumenau, 23 de agosto de 2011) foi um arquiteto eslovaco de origem alemã, naturalizado brasileiro. Desenvolveu seus primeiros trabalhos no Brasil na cidade de Blumenau, transferindo-se posteriormente para São Paulo. Produziu cerca de 400 projetos, durante mais de 50 anos de carreira, além de estudos sobre a arquitetura e cultura brasileira, influenciando diversas gerações de arquitetos e urbanistas. Sua obra costuma ser associada ao brutalismo e à Escola Paulista.
Durante sua carreira, manteve parcerias notáveis com nomes como Wilhelm Kraemer, Egon Eiermann, Roberto Burle-Marx e Aziz Ab'saber. Sua obra é marcada por profundas relações com a geografia e a história. Entre suas realizações mais influentes, podem ser citados o projeto para a expansão da Cia Hering Matriz, em Blumenau, o  Mosterio de São Bento em Vinhedo (1965-1988) e o Centro Paroquial São Bonifácio, em São Paulo.